# Wonder Woman (1974)
Wonder Woman ist ein US-amerikanischer Fernsehfilm aus dem Jahr 1974. Die Comicverfilmung basiert auf der gleichnamigen DC-Figur Wonder Woman.

## Handlung
Wonder Woman ist die Assistentin des Regierungsagenten Steve Trevor. Als Wonder Woman einen Bösewicht namens Abner Smith verfolgt, der eine Reihe von Codebüchern gestohlen hat, erhält sie die Verschlusssachen über die USA. Anschließend muss sie Smiths Chefassistenten überlisten, denn Smith hat den Schurken George und Anjayla als Leibwächter genommen. Es findet ein Duell zwischen Wonder Woman und Ahnjayla statt.

## Produktion
Der erste Auftritt von Wonder Woman im Live-Action-Fernsehen war ein Film, der 1974 für ABC gedreht wurde. Der von John D. F. Black geschriebene Fernsehfilm ähnelt der Wonder Woman der „I Ging“ -Periode. Wonder Woman (Cathy Lee Crosby) trug keine Uniform wie in den Comics, ebenso zeigte sie keine offensichtlichen übermenschlichen Kräfte. Sie hatte eine „geheime Identität“ von Diana Prince, die nicht allzu geheim war und sie wurde auch als blond dargestellt.
Der Pilotfilm wurde ursprünglich am 12. März 1974 ausgestrahlt und am 21. August 1974 wiederholt. Die Bewertungen wurden als „respektabel, aber nicht überragend“ beschrieben. ABC nahm den Piloten nicht auf, obwohl Crosby später behauptete, ihr wurde die Serie angeboten, die schließlich Lynda Carter gegeben wurde. Ein ABC-Sprecher würde später anerkennen, dass die Entscheidung ein Fehler gewesen war.